# Deborah Pratt

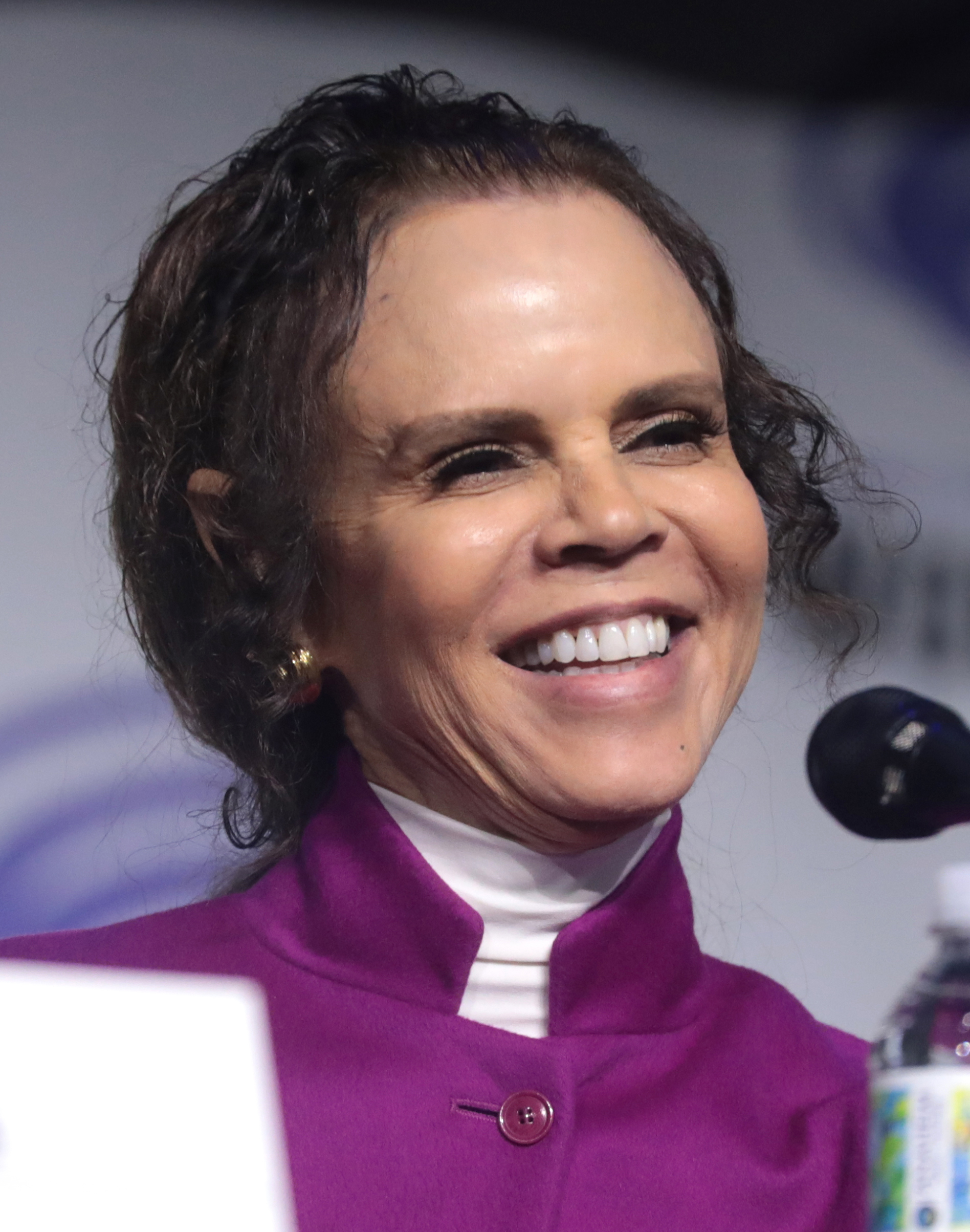
Deborah Pratt (2023)

Deborah M. Pratt (* 16. Dezember 1951 in Chicago, Illinois) ist eine US-amerikanische Schauspielerin, Drehbuchautorin und Fernsehproduzentin.

## Leben
Pratt wuchs in Chicago auf. Sie besuchte die Webster University in St. Louis, an der sie Psychologie und Theaterwissenschaften studierte und mit einem BA abschloss. Ihre erste Fernsehrolle hatte sie im Jahre 1975 in der Fernsehserie Make-Up und Pistolen (engl. Policewoman).
Von 1984 bis 1991 war sie mit dem Fernsehproduzenten Donald Bellisario verheiratet. Als Schauspielerin wurde sie in den 1980er und 1990er Jahren durch die von Bellisario produzierten Fernsehserien Airwolf, Magnum und Zurück in die Vergangenheit bekannt. Bei der mehrfach ausgezeichneten Fernsehserie Zurück in die Vergangenheit trat sie als Co-Produzentin auf und schrieb für mehrere Episoden der Serie die Drehbücher.
Als Drehbuchautorin wurde sie 1990 für die Episode „The Color of Truth“ der Fernsehserie mit dem Lillian-Gish-Preis in der Kategorie „Women In Film“ ausgezeichnet. Pratt wurde in den Jahren 1990 bis 1994 insgesamt viermal als Produzentin der Serie für den Emmy sowie den B.E.N. Award nominiert und jeweils einmal als Drehbuchautorin ausgezeichnet („Our Friend, Martin“; 1999). Zu ihren weiteren Auszeichnungen gehören ein Angel Award und der Golden Block Award.
Ihr Regiedebüt hatte sie 1997 mit dem von ihr geschriebenen und zusammen mit dem American Film Institute (AFI) produzierten Kurzfilm Girlfriends, in dem John Anthony Williams die Hauptrolle übernahm. Der Film gewann mehrere nationale und internationale Kritikerpreise. Im Jahr 2000 führte sie bei dem Drama Cora Unashamed des Fernsehsenders PBS Regie. Der Film erschien innerhalb der Reihe The American Collection und wurde in Deutschland 2001 auf Video veröffentlicht.
Seit 2006 hat Pratt unter dem Titel „The Vision Quest“ eine Reihe von Novellen sowie eine dazugehörige Webseite veröffentlicht, die sich mit Spiritualität und Science-Fiction beschäftigen. Nach eigenen Angaben stellt „The Vision Quest“ ein „mehrere Plattformen umfassendes Unterhaltungsprojekt“ dar, das später zu einer Verfilmung führen soll. Pratt ist seit 2001 Geschäftsführerin von V Global Media (VGM) und Pratt Enterprises Inc., über die sie unter anderem ihre Bücher und das Internet-Portal „The Vision Quest“ betreibt.
Deborah Pratt hat zwei gemeinsame Kinder mit ihrem Ex-Ehemann Donald Bellisario: Nicholas Bellisario und die Schauspielerin Troian Bellisario.

## Filmografie (Auswahl)
- 1975: Make-Up und Pistolen als Kate
- 1978: Love Is Not Enough als Susan
- 1978: CHiPs als Carol
- 1979: Happy Days als Kat Mandu
- 1980: Phyl & Mikhy als Connie
- 1980: Katmandu
- 1981: Der Kampf der weißen Tiger als Jennifer
- 1982: The New Odd Couple als Sandra
- 1982: She's with Me als Bonnie Madison
- 1982: Strike Force
- 1983: Benson als Jill
- 1983: Spacehunter – Jäger im All (Spacehunter: Adventures in the Forbidden Zone) als Meagan
- 1983: Prime Times
- 1983: Gimme a Break! als Vanessa
- 1984: Magnum als Flugbegleiterin Gloria (T.C.s Freundin)
- 1984–1985: Airwolf als CIA-Agentin Marella
- 1987: Hunter (Gnadenlose Jagd) als Sandra Browning
- 1987: Three on a Match als Sissy
- 1988: Last Rites - Im Fegefeuer der Sünde (Last Rites) als Robin Dwyer
- 1989–1993: Zurück in die Vergangenheit als Stimme von Ziggy
- 1992: Tequila und Bonetti als Nicole
- 1994: Undercover Cops als Dr. Allison
- 1998: Das Netz – Todesfalle Internet (Produzentin)
- 1999: Our Friend, Martin (Drehbuch)
- 2006: Unspoken als Madison (Sprechrolle)
- 2008: Chinaman's Chance als Rachel
- 2009: Quantum Leap: A Leap to Di for als Stimme von Ziggy
- 2010: Peep World als Cassandra Williamson